# Nowa Wieś (gmina Kłobuck)
Nowa Wieś – wieś w Polsce położona w województwie śląskim, w powiecie kłobuckim, w gminie Kłobuck.
W latach 1975–1998 miejscowość administracyjnie należała do województwa częstochowskiego.